# Uwe Barschel
Uwe Barschel (ur. 13 maja 1944 w Glienicke w Brandenburgii, zm. 11 października 1987 w Genewie) – zachodnioniemiecki prawnik i polityk Unii Chrześcijańsko-Demokratycznej, w latach 1982–1987 premier Szlezwika-Holsztynu. Jego śmierć nie została wyjaśniona.

## Życiorys

### Dzieciństwo i młodość
Uwe Barschel dorastał u swych dziadków w Börnsen niedaleko Hamburga. W 1971 r. został prawnikiem. Był autorem wielu publikacji i artykułów na temat prawa publicznego i politologii.

### Kariera polityczna
Barschel wstąpił w 1960 roku do Młodej Unii, a 2 lata później wstąpił do CDU. W latach 1967–1971 szefował Młodej Unii w Szlezwiku-Holsztynie, a od 1969 r. CDU (również w Szlezwiku-Holsztynie).
Od 1971 r. zasiadał w landtagu w Kilonii. W 1979 r. został landowym ministrem finansów, a w tym samym roku również ministrem spraw wewnętrznych w rządzie Szlezwiku-Holsztyna Gerharda Stoltenberga i delegatem do Bundesratu.
W 1982 r. Barschel objął stanowisko premiera rządu landowego (po tym, jak Stoltenberg został ministrem finansów w rządzie kanclerza Helmuta Kohla). Miał wtedy 38 lat i był najmłodszym premierem w RFN.
Kierowana przez niego CDU osiągnęła olbrzymi sukces w wyborach lokalnych w 1983 r. W 1985 był inicjatorem Schleswig-Holstein Musik Festival. W maju 1987, na krótko przed wyborami, przeżył wypadek lotniczy w Lubece.

## Afera Barschela
Afera Barschela (niem. Barschel-Affäre) była jedną z największych afer politycznych w powojennych Niemczech. Rzecznik prasowy Uwego Barschela, Reiner Pfeiffer, powiedział na łamach Der Spiegel, że za namową Barschela szpiegował Björna Engholma, kandydata Socjaldemokratycznej Partii Niemiec na premiera w najbliższych wyborach lokalnych, w celu doprowadzenia do anonimowego oskarżenia Engholma z powodu podejrzeń o oszustwa podatkowe. Pfeiffer dodał, że wydał rozkaz założenia podsłuchu w telefonie Barschela i oskarżył SPD, że byli sprawcami tego czynu.
W konsekwencji CDU straciła głosy w wyborach, natomiast SPD stała się najsilniejszą partią w Szlezwiku-Holsztynie. Jednak CDU podjęła rozmowy koalicyjne z Wolną Partią Demokratyczną (FPD). 18 września 1987, 5 dni po wyborach, Barschel zaprzeczył wszelkim zarzutom i oświadczył:

Daję Wam moje słowo honoru, powtarzam: moje słowo honoru, że wnoszone przeciwko mnie zarzuty są bezpodstawne.

Barschel ustąpił ze stanowiska premiera 2 października. Pierwsza komisja śledcza z 1987 roku nie przyniosła żadnych rezultatów, druga, z 1995, doszła do wniosku, że wina Barschela mogła być bezpodstawna.

## Śmierć
11 października 1987 Uwe Barschel został znaleziony martwy przez dwóch dziennikarzy niemieckiego pisma Stern. Jego ciało leżało w wannie pełnej wody w łazience wynajętego przez niego pokoju nr 317 w hotelu Beau-Rivage w Genewie. Co do okoliczności śmierci formułowane są różne hipotezy. Najbardziej prawdopodobną przyczyną zgonu jest zażycie barbituranów. Uwe Barschel zostawił żonę i osierocił czworo dzieci.